# Curso Unique
O Curso Unique é uma instituição de ensino brasileira de cursos no formato semipresencial, com sede na cidade do Rio de Janeiro, especificamente no Centro do Rio de Janeiro, na Avenida Almirante Barroso, 72 - Terceiro andar.  
O Curso Unique ficou popular por trazer ao Rio de Janeiro uma metodologia que mistura o melhor do EAD e o melhor das turmas presenciais. A instituição conta com cursos preparatórios para ENEM, UERJ, Fuvest, Bombeiros, Colégio Naval, Epcar, Colégio Militar, Faetec, Cefet, Pedro II, ESA, Eear e EFOMM. 
Além disso possui também curso de inglês, pós-graduação, cursos livres e cursos técnicos, esses todos na modalidade 100% online.

## História

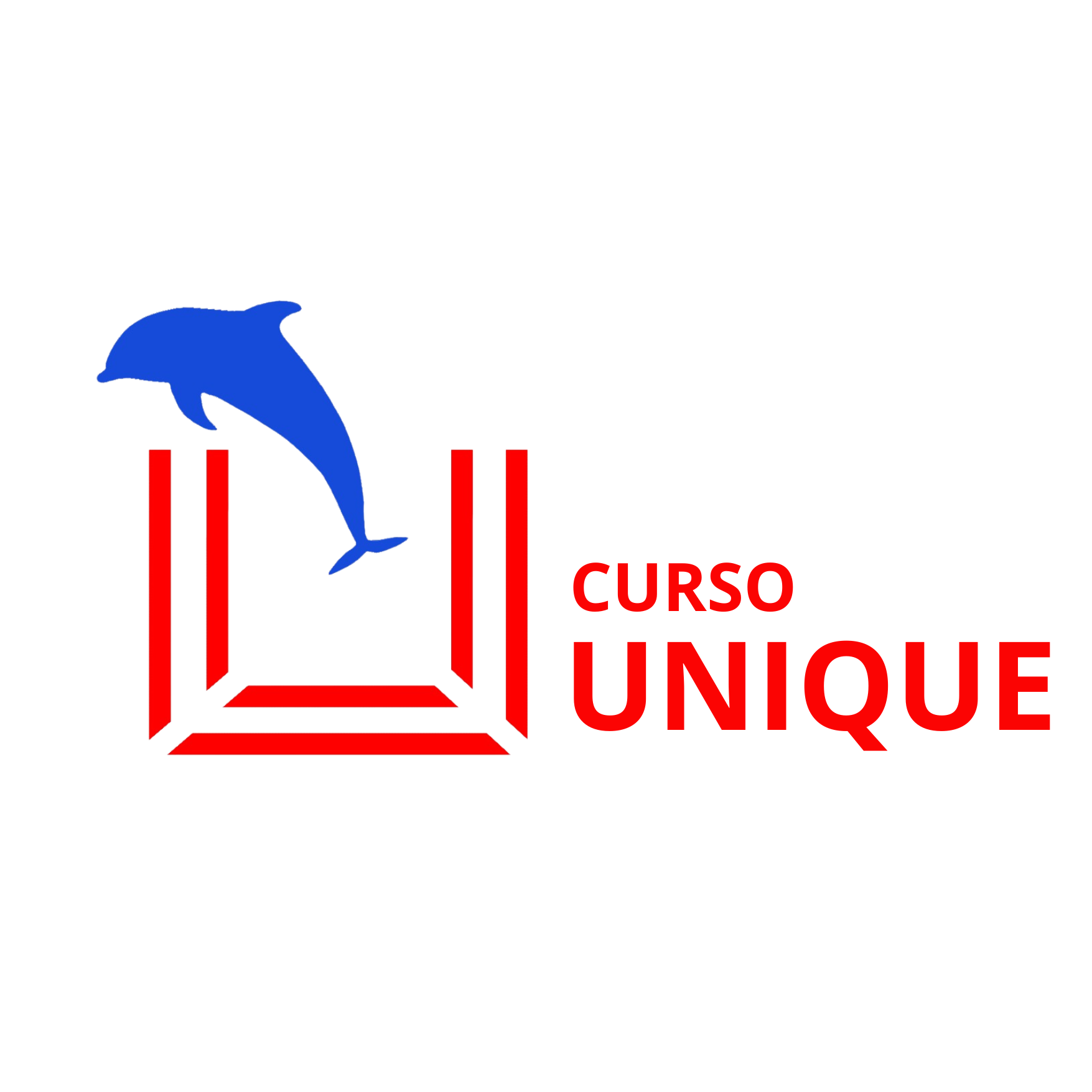
Curso Unique

O Curso Unique chegou ao Rio de Janeiro no ano de 2024, criado pelo professor e autor de material de concursos, o Prof. Rafael Oliveira, com uma metodologia diferente de outros cursos na região, a Unique possui uma metodologia diferenciada, já que não é um curso de aulas expositivas, mas uma moderna plataforma digital com gameficação, acompanhamento psicólogico, mentoria e material didático em formato de flashcards. O Curso Unique trouxe de forma inédita ao Rio de Janeiro um sistema de tutoria particular.
O curso funciona no sistema de TUTORIA, onde o aluno é acompanhado pelos chamados instrutores - professores com formação de excelencia na área da sua disciplina e vivência em aprovação - psicólogos formados, psicopedagogos que acompanham cada atividade e avaliação individual e até supervisor de atividades acadêmicas. O curso também possui parceria direta com a UNINTER, do Paraná, metodologia que já é sucesso em vários estados do Brasil principalmente em São Paulo e no Ceará.

## Cursos Preparatórios
O Curso Unique possui cursos preparatórios para turmas militares (como EPCAR, Colégio Naval, AFA, Espcex, ESA, EEAR e Fuzileiros Navais), Cursos Avançados (ITA e IME), Preparatório para a Universidade (como a UERJ e o ENEM), Preparatório para Curso Civil Preparatório para Segurança Pública (Polícia Federal e Polícia Militar do Rio de Janeiro) e Preparatório para Corpo de Bombeiros. 
No Curso Unique além do aluno ter aulas presenciais semanais no formato de aulão (porém com salas com até 15 alunos por grupo), conta com aulas diárias ao vivo em uma moderna plataforma digital, livro didático físico ao invés de apostilas, gameficação, banco de exercícios, projeto de simulados, balcão de redação e ferramentas de suporte ao concurseiro. O aluno costuma vir duas vezes por semana a unidade (com possibilidade de assistir ao vivo) e os demais dias conta com aulas ao vivo.

## Metodologia Poliedro
A Poliedro é considerado um dos melhores sistemas de ensino do país, muito popular em São Paulo, com as maiores aprovações no ITA, IME e nos vestibulares paulistas, incluindo a FUVEST, o vestibular mais concorrido do país.A Poliedro já é um sucesso em São Paulo, com mais de 14 mil aprovações, sendo quase 5 mil no SISU e quase 3 mil vagas em aprovação em medicina, mais de 900 vagas em direito e mais de 300 vagas em psicologia.
Além disso, teve mais de mil aprovações no ITA, concurso militar mais complexo do Brasil e cerca de 43% das vagas foram ocupadas por estudantes do Poliedro.
O Poliedro Curso comprova a excelência de sua metodologia com aprovações nos processos seletivos mais desejados do País e no Enem/SiSU. Em 2021, os estudantes do Poliedro conquistaram 1.151 aprovações no Enem/SiSU (todos os cursos), além de excelentes resultados nos vestibulares de Medicina da Unifesp (75 aprovados), da USP (73 aprovados e o 1º lugar) e do Einstein (123 aprovados e o 1º lugar), e nos vestibulares do ITA (82 aprovados, com oito entre os top 20 das vagas privativas) e do IME (145 aprovados, com o 1º lugar nas categorias Ativa e Reserva e seis vagas dentro do top dez de cada categoria). Os alunos do Poliedro Curso também conquistaram a aprovação em 1º lugar para o curso de Medicina em outras renomadas instituições, entre elas a Unicamp, a Unesp, a Famema, a FMJ e a PUC Campinas.

## Clube Jedi dos Concursos

Nick - O Mascote da Unique Educação

Os cursos preparatórios do Unique fazem parte do projeto CLUBE JEDI que é um clube onde o aluno se filia e além de ter aulas presenciais conta com uma metodologia de inclusão que faz ponte as aulas virtuais com apoio de diversas plataformas parceiras.
O macote do Clube Jedi é o NICK, um golfinho caristmático que simboliza os mentores, principal figura do Curso Unique, uma vez que a instituição conta com psicólogos, psciopedagogos e especialistas em concurso que acompanham cada passo dos alunos para entender a sua dificuldade, fazer planos de estudos, entender a dificuldade e fazer atendimentos individuais. O golfinho é um dos seres mais inteligentes e adaptáveis ao meio.[carece de fontes?]